# Орден Чину Ідіотів
Орден чину ідіотів (ОЧІ) — об'єднання українських письменників, художників, культурологів, філософів, засноване в 1995 році у Львові.

## Відомості
31 липня 1995 року в Львові було прийнято декларацію про створення Ордену. Термін «ідіот», за свідченням учасників товариства, трактується в первинному грецькому значенні слова: власник самого себе. Товариство має керівний орган — Раду Двох, до якої входять Іван Лучук та Роман Козицький. Гімн об'єднання був написаний на мотив сучасного австрійського. Автори гімну: Іван Лучук та Ігор Драк. Кожен з членів має світське й «дійове» звання, а також титул. Діяльність об'єднання видається доволі ефемерною й обмежується зовнішніми атрибутами. Ініціатива створення, очевидно, належала Іванові Лучуку, що також причетний до виникнення інших літературних об'єднань: Геракліт, ПУП та ЛуГоСад, останнє з яких виявилося найпродуктивнішим.

## Члени ордену
- Назар Гончар (20.4.1964, Львів — 21.5.2009, біля Ужгорода)
- Ігор Драк (26.10.1962, Ходорів — 26.10.2015, Львів)
- Роман Козицький
- Володимир Костирко[1]
- Андрій Крамаренко
- Іван Лучук

## Джерело
- Лучук І. Про тих гіпі… — С. 198—210.
- Мала українська енциклопедія актуальної літератури, Плерома, 3, проєкт Повернення деміургів — Івано-Франківськ : Лілея-НВ, 1998. — C. 84—85.